# Wat Bowonniwet
Wat Bowonniwet Vihara Rajavaravihara (en tailandés, วัดบวรนิเวศวิหารราชวรวิหาร), conocido como Wat Bowonniwet y coloquialmente denominado Wat Bowon, es un templo budista (wat) de primera clase de Bangkok, Tailandia, ubicado en la Isla de Rattanakosin, distrito Phra Nakhon. Es la sede nacional de la tradición Dhammayuttika Nikaya, una orden del budismo theravada fundada por Rama IV.
Su sala de oración principal tiene una imagen de Buda creada alrededor de 1357, llamada Phra Phuttha Chinnasee (พระพุทธชินสีห์), trasladada desde el templo Wat Phra Si Rattana Mahathat, en la provincia de Phitsanulok.

## Historia
El rey Rama III ordenó construir el templo en 1826, entonces llamado Wat Mai. En 1836 el príncipe Mongkut fue ordenado como primer abad del templo, en el que estuvo hasta 1851, cuando fue coronado como Rama IV.
En 1923, durante el reinado de Rama VI, Wat Mai fue fusionado con el templo Wat Rangsi Sutthawat, los cuales estaban separados por un canal, y desde entonces lleva el nombre de Wat Bowonniwet.
Además de Mongkut, quien estuvo 27 años en el templo, otros miembros de la familia real vivieron en Wat Bowonniwet, como Rama VI, Rama VII, el actual monarca, Maha Vajiralongkorn (Rama X), y el anterior, Bhumibol Adulyadej, Rama IX (cuyas cenizas descansan allí).
En 2007 el templo fue sometido a una profunda renovación que culminó en enero de 2012.

## Arquitectura

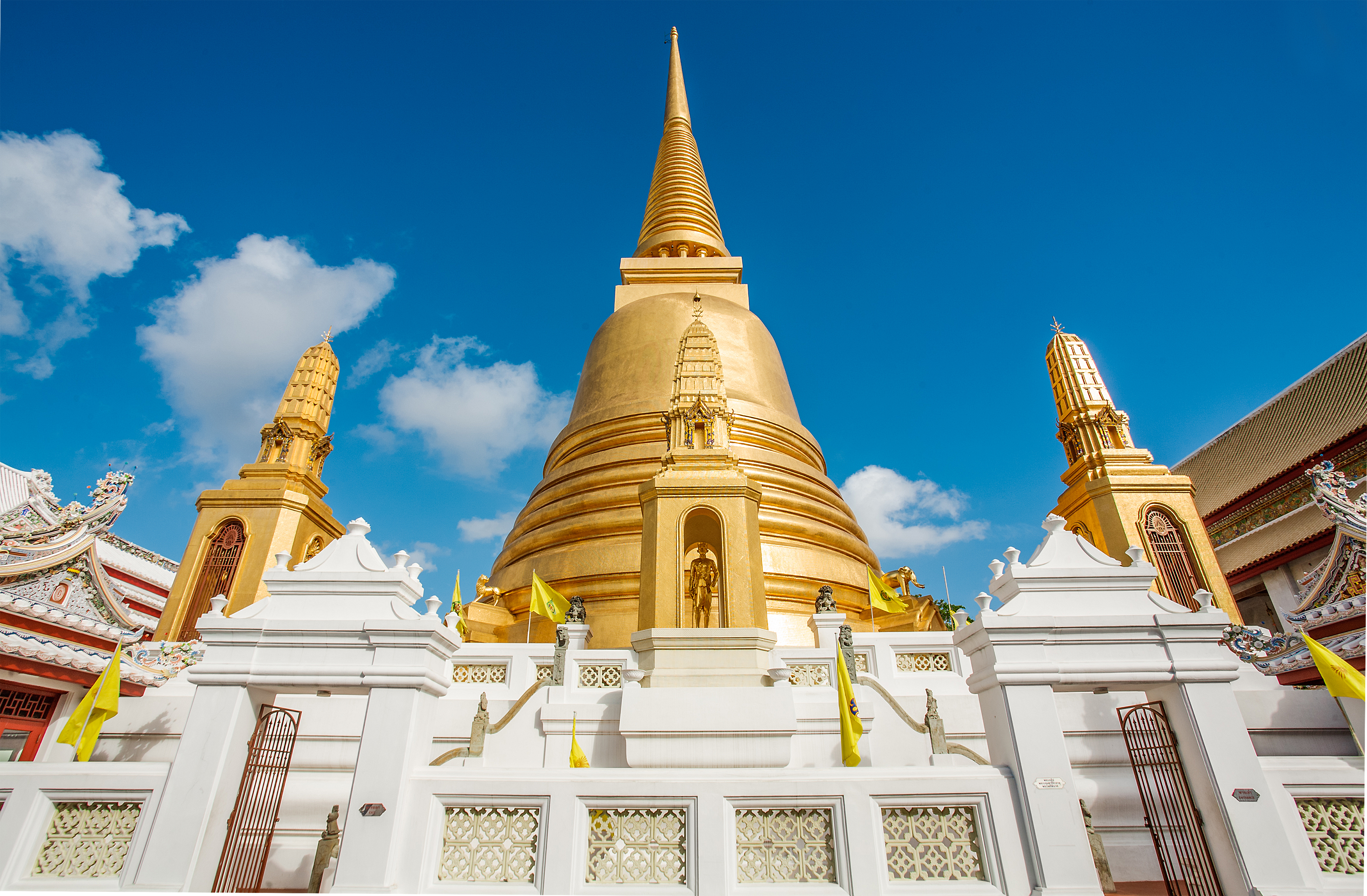
Estupa del templo.

Wat Bowonniwet está dividido en dos sectores principales: Buddhavasa (las construcciones dedicadas a la oración) y Sanghavasa (donde habitan los monjes y novicios).

### Estupa
El templo tiene una estupa dorada de 50 metros de alto con terrazas, de las cuales la más baja tiene representaciones hindúes, pequeñas torres prang de estilo jemer y una imagen de Buda. Habitualmente está cerrado el acceso a los visitantes, excepto en días especiales.

### Ubusot

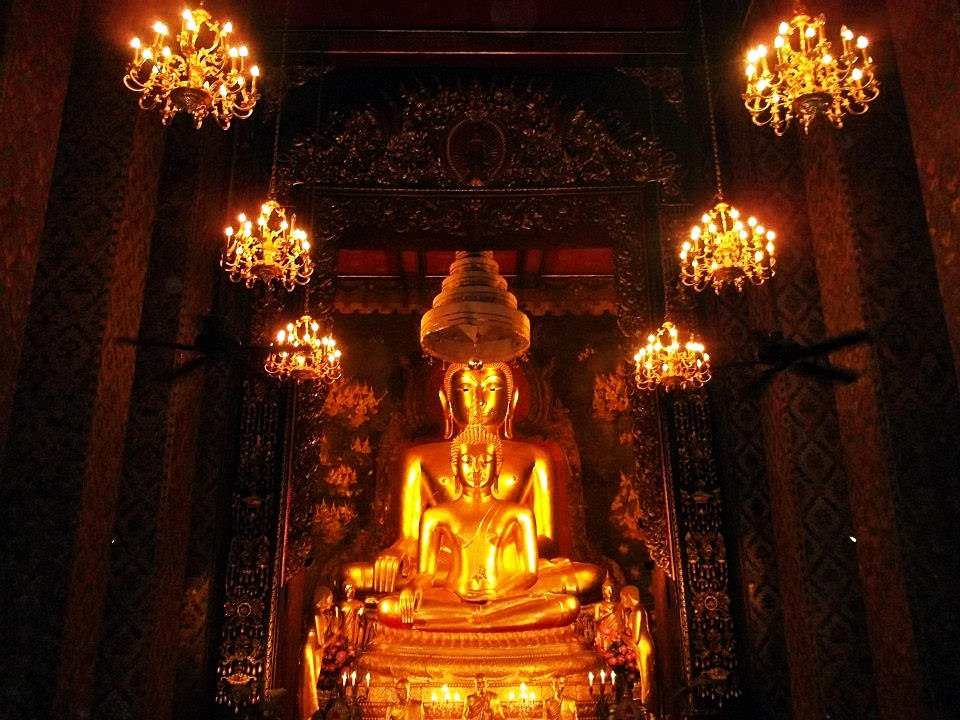
Ubusot con las dos imágenes principales de Buda.

El ubusot (sala de oración principal) fue construido durante el reinado de Rama III. Allí se encuentran las dos imágenes principales de Buda del templo, Phra Phuttha Chinasi y Luang Phor To. También hay murales y esculturas que representan a los primeros tres abades principales que tuvo Wat Bowonniwet.

### Viharn
Hay dos viharn (salones de oración y ceremonias) en el templo, Viharn Geng y Viharn Phra Sasada, ambos con distintas imágenes de Buda, entre ellas una escultura de un Buda reclinado a la que el príncipe Damrong Rajanuparp, historiador e hijo de Mongkut, describió como la que "sobresale a todas las demás en belleza".

### Biblioteca
En la biblioteca de las escrituras (Ho Trai) se conservan los documentos religiosos de Wat Bowonniwet.

### Casa del Árbol de Bodhi
La Casa del Árbol de Bodhi (Bodhigara) es una construcción que protege al que se cree era un retoño del Árbol de Bodhi original, la higuera bajo la cual Siddhartha Gautama alcanzó la iluminación espiritual. Al morir el ejemplar plantado por Mongkut, Rama IX plantó un nuevo retoño.

### Residencias reales
Cuatro residencias se utilizan para alojar a los miembros reales mientras sirven en el templo, actualmente dedicado a usos oficiales: Phra Tamnak Panya (trasladada desde el Gran Palacio por orden de Rama III en 1836), Phra Tamnak Phet (erigida por Rama VI en 1914), Phra Tamnak Lang y Phra Tamnak Chan (ambos enviados a construir por Rama V).

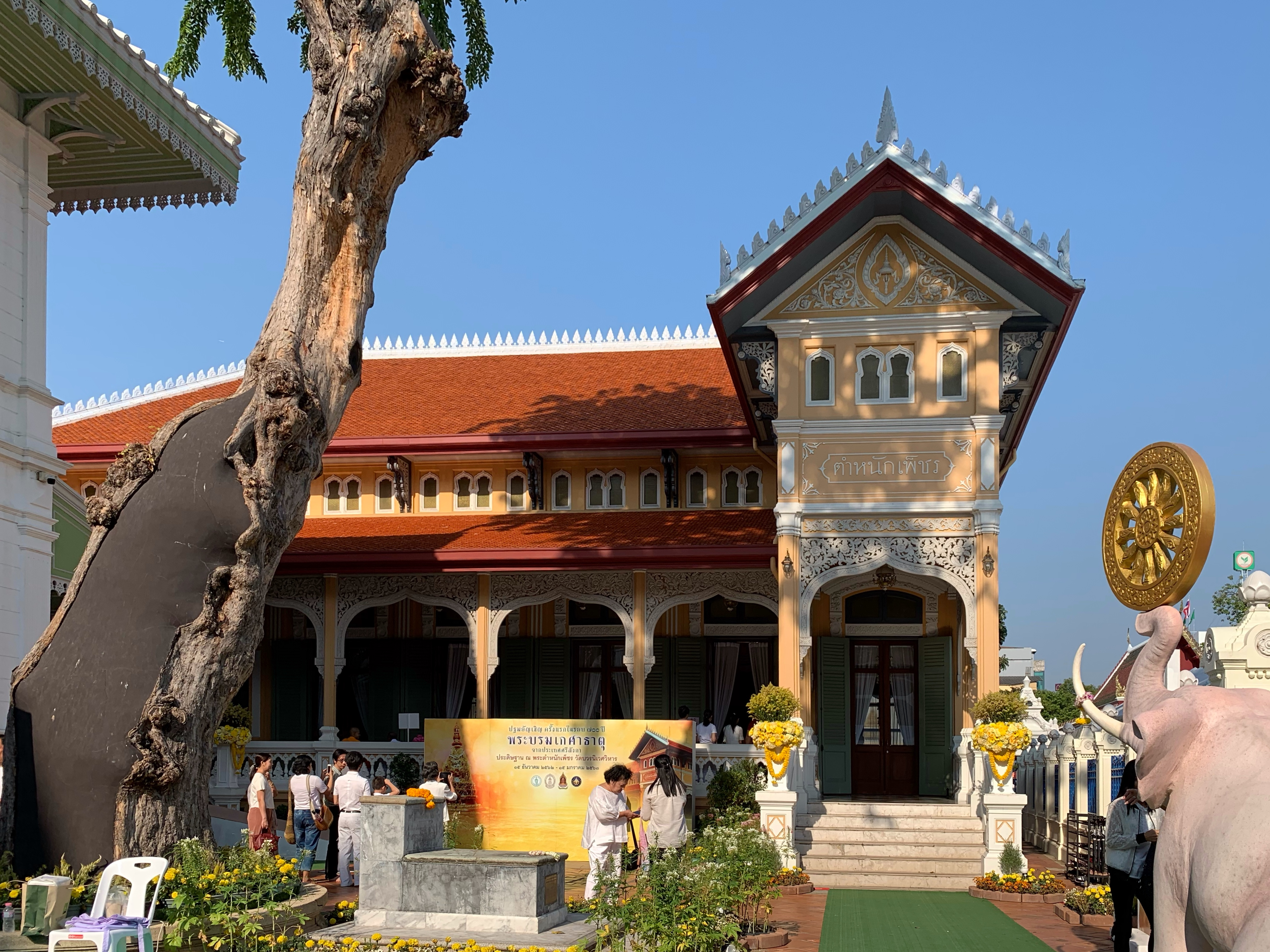
Tamnak Phet, una de las residencias reales.
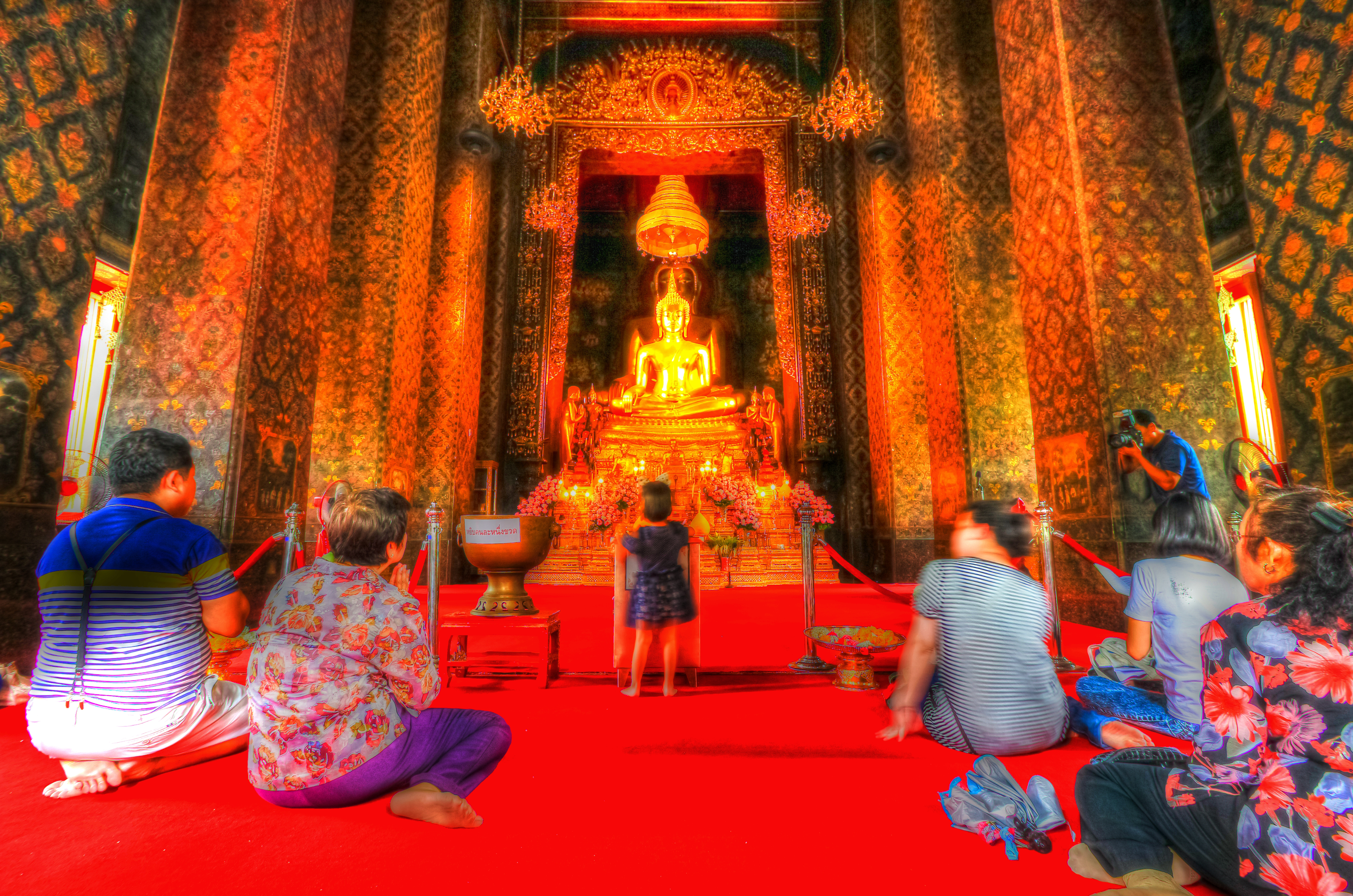
Ubusot.
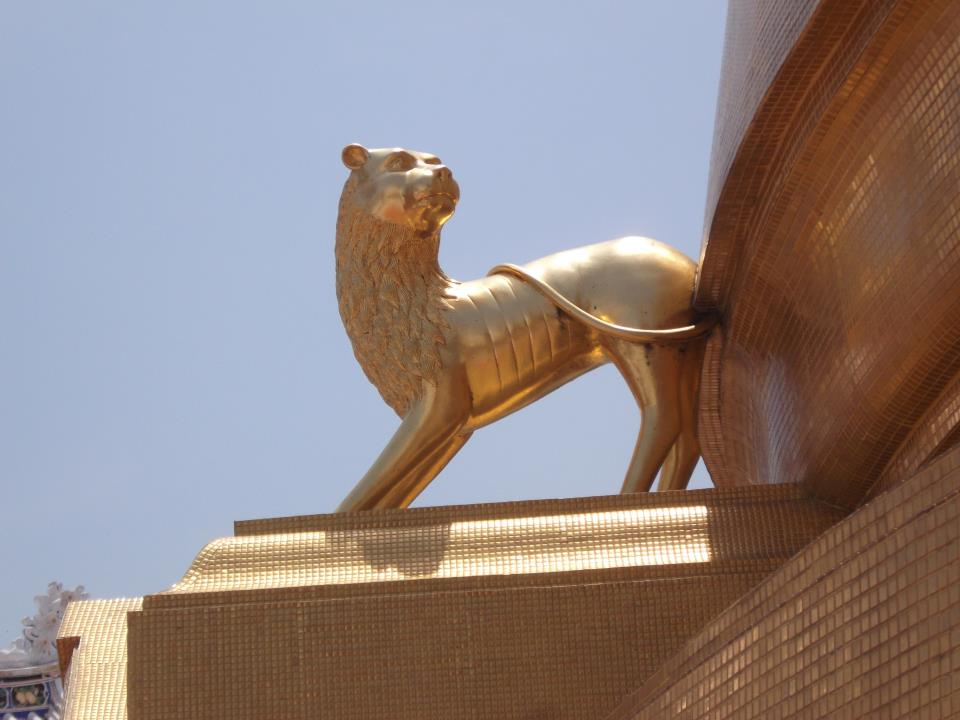
Escultura de la estupa.
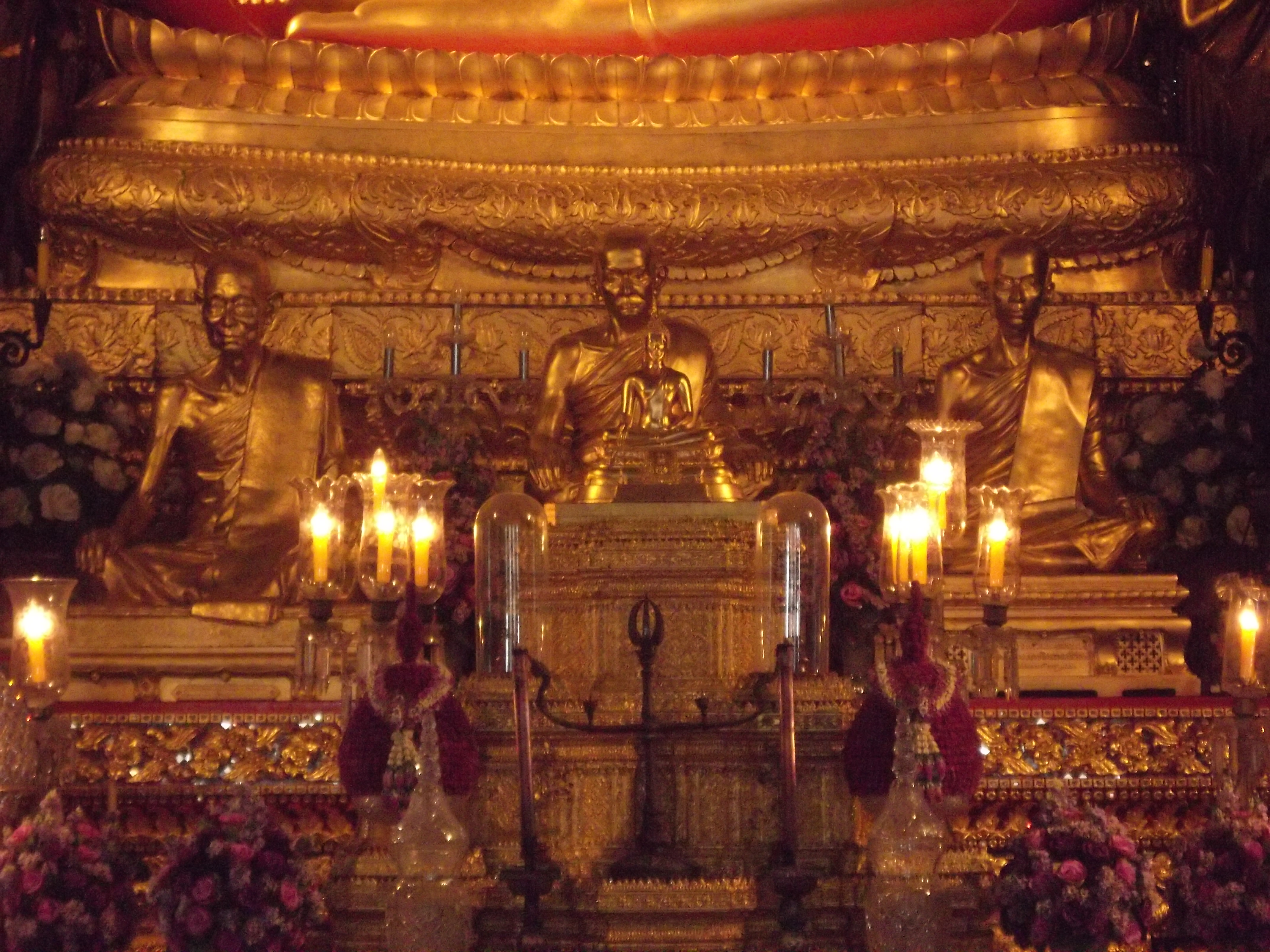
Esculturas de los tres primeros abades.
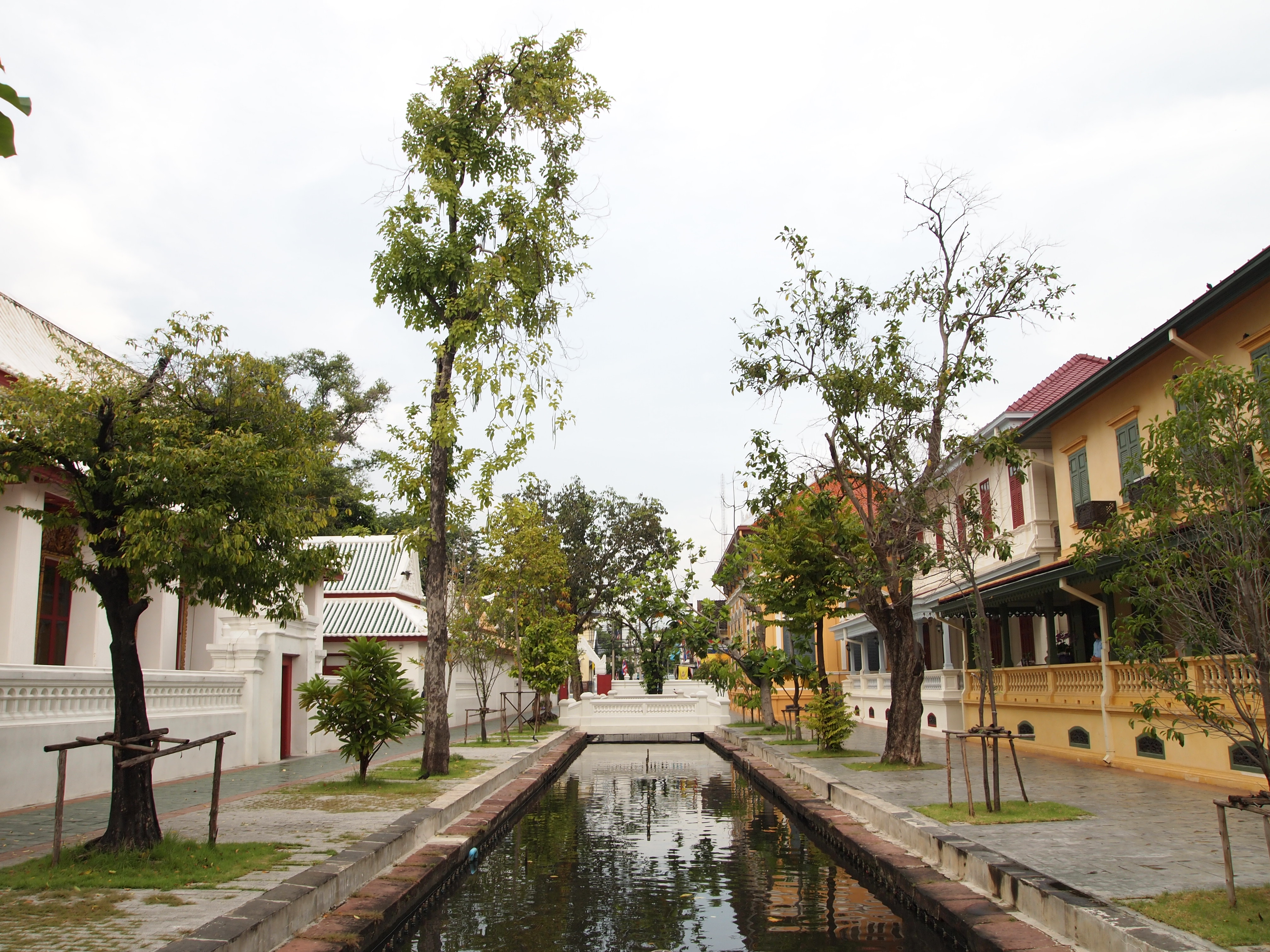
Canal que separaba ambos templos hasta 1923.
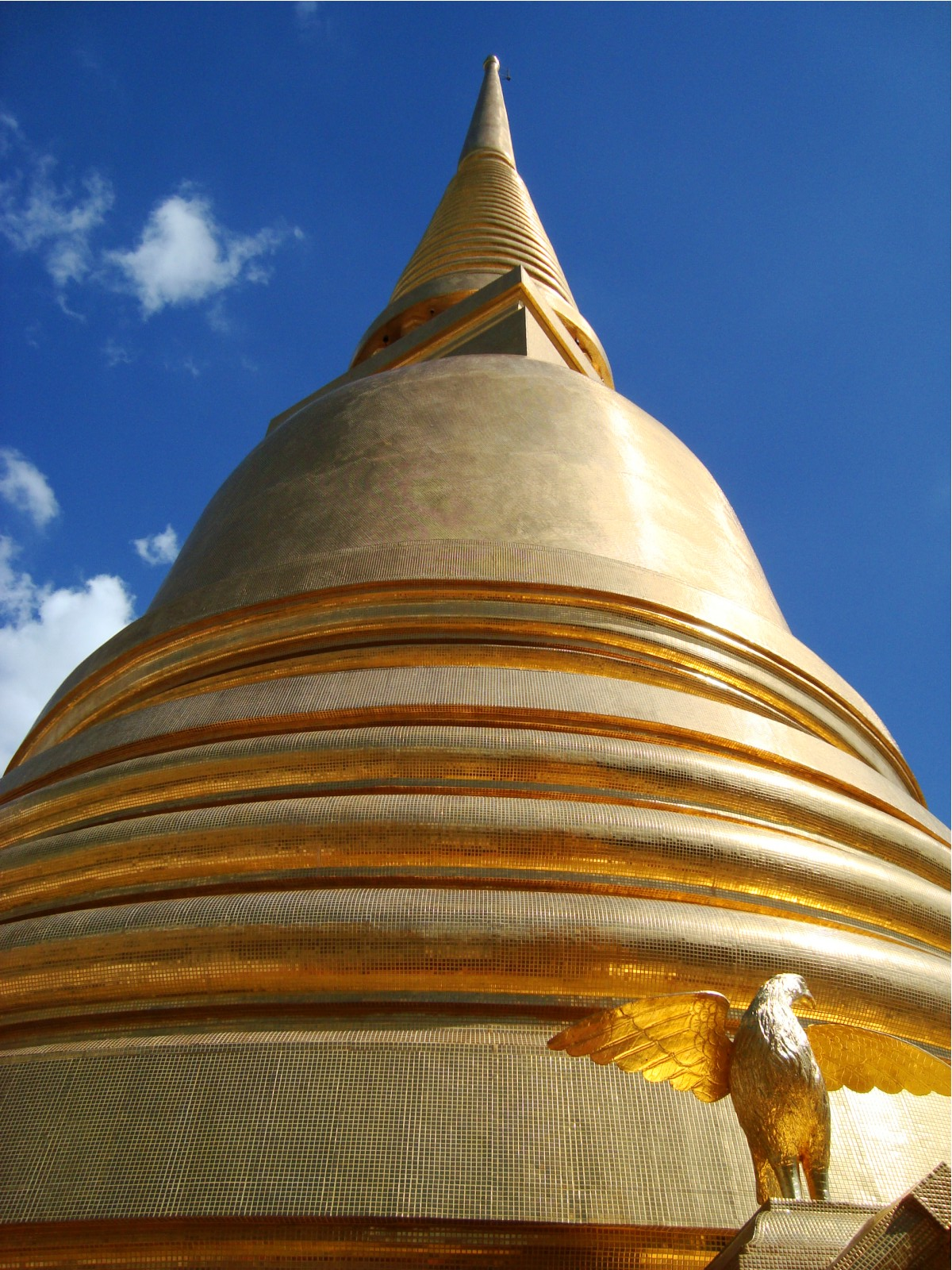
Detalle de la cúpula de la estupa.